# Nidhogg (videojuego)
Nidhogg es un videojuego de lucha con desplazamiento lateral para dos jugadores desarrollado y publicado por Messhof. Los jugadores se retan en un duelo con espadas en un entorno pixelado.
El juego fue un encargo para el evento anual de multijugador del Centro de Juegos (Game Center) de la Universidad de Nueva York, y fue revisado y enseñado en acontecimientos privados durante los cuatro años antes de su liberación final. Ganó el premio de diseño Indiecade 2013 y el premio Nuovo en el Festival de Juegos Independientes de 2011. Fue publicado para Microsoft Windows el 13 de enero de 2014, y más tarde portado a OS X, PlayStation 4, y PlayStation Vita. Los críticos alabaron las sensaciones de juego y su equilibrio, pero consideraron su modo de un solo jugador como insatisfactorio. Messhof publicó una secuela en 2017 con un estilo de arte de mayor resolución y arenas y armas adicionales.

## Jugabilidad

Animación del juego

Nidhogg es un juego de duelos rápidos entre dos jugadores donde éstos luchan con espada en un entorno de movimientos laterales. Los jugadores pueden correr, saltar, resbalar, lanzar sus espadas y luchar con puños. La espada del personaje jugador puede blandirse a 3 alturas diferentes: baja, media y alta, y cambiar la posición para golpear la espada del oponente hará que este se desarme. Los jugadores también pueden realizar patadas en el aire, saltos apoyándose en paredes, escalar cornisas, y gatear. El jugador intenta moverse hacia un lado de la pantalla, de tal forma que se le da uno segundos para correr hacia el lado del oponente mientras que su oponente vuelve a aparecer después de morir. El jugador que primero alcance el final del lado del oponente, gana y es comido por la serpiente mitológica nórdica Níðhöggr.
Nidhogg tiene 4 niveles diferentes y los modos de juego para un jugador, así como multijugador local y en línea para dos jugadores. El juego también tiene un modo torneo, y variantes incluyendo "espadas boomerang". Puede jugarse compartiendo un teclado, y su estilo artístico tiene una estética pixelada similar a la de los juegos de los 1980s, con colores vivos y gráficos simples.

## Desarrollo
Inspirado por el juego de lucha de 1984 Great Swordsman, el juego fue desarrollado por el desarrollador indie Mark Essen durante el curso de 4 años, usando GameMaker Studio. Fue un encargo para el Centro de Juegos (Game Center) de la Universidad de Nueva York para la primera exhibición de su evento de juegos multijugador No Quarter  y fue exhibido por primera vez en abril de 2010 como Raging Hadron. El juego fue postpuesto ya que Messhof planeaba una publicación formal  y lo renombró a Nidhogg, por la serpiente mitológica nórdica que aparece en el juego. Messhof trabajó como el único programador del juego y su tiempo estaba dividido entre el desarrollo y sus otros proyectos freelance y personales, sus estudios de posgrado, y su trabajo como docente en la Universidad del Sur de California.

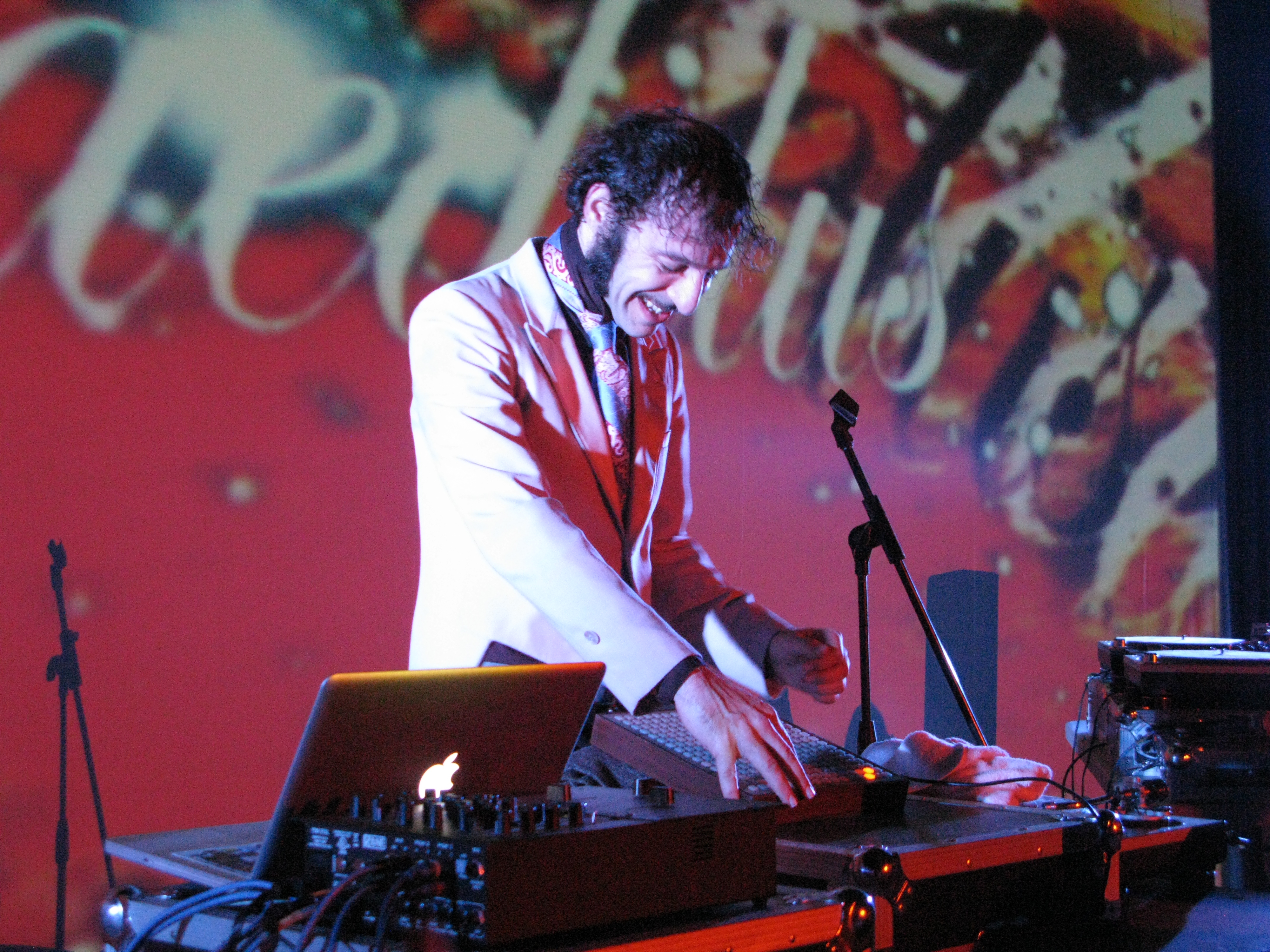
Daedelus compuso la banda sonora del juego

El juego languideció hasta que Kristina "Kristy" Norindr ayudó a Essen a fundar Messhof LLC, un estudio indie legalmente establecido, uniéndose al mismo como cofundadora y trabajando con un rol de desarrollo de negocio. Ella lideró la búsqueda de un músico para el juego. La lista de estilos deseados siempre incluyó a Daedelus, a quien puediero contactar a través de un amigo mutuo que fue al instituto con el músico. Daedelus diseñó algunos de los elementos procedurales que inician las secuencias musicales. Messhof describió el proceso como querer "aumentar la acción" a la vez que se dejaba controlar a los jugadores la tensión del juego. Él expresó sentirse afortunado de contar con Daedelus como su compositor. Messhof también pidió a una antiguo estudiante ayuda para terminar el netcode (código de sincronización de acciones de juego en red), lo cual consideró "totalmente esencial" para el futuro del juego como un eSport. Leyó sobre "programación y estructura de juegos de lucha" sobre el curso del desarrollo, lo cual reconoció como importante para el progreso del juego. Este era su primer intento en el género de multijugador en línea.
El concepto básico no cambió durante el desarrollo, pero sí otro contenido. Messhof limitó la exposición del juego durante este tiempo ya que quería que el juego fuera respetado en el género de juegos de lucha y por eso quería que estuviera listo primero. El propio Messhof, sin embargo, no había tenido mucha experiencia en este género. Afirmó que había "invertido mucho tiempo" en cómo el juego sentía y que lo había deseñado para  que se jugara despacio, donde los jugadores esperan a que el oponente haga el primer movimiento, de forma similar a Bushido Blade. También invirtió tiempo añadiendo patadas voladoras y giratorias, a la vez que mejoraba los ataques cuerpo a cuerpo y la experiencia como espectador. Algunos movimientos, como el "golpeo al suelo" (estilo Yoshi) y la patada fontal de Karate Kid, se probaron para luego quitarse. Durante el periodo de pruebas, observó a los jugadores y sus estrategias antes de intentar escribir una  inteligencia artificial para usar estrategias similares. Messhof considera el modo de un solo jugador un entrenamiento para el modo multijugador en línea, y el modo de multijugador entrenamiento para partidas en persona. Describió su proceso el hacer "el juego más divertido posible" para jugar con sus amigos.
Mike Rose de Gamasutra escribió que el juego se convirtió en "el equivalente de una fábula en el mundo de los videojuegos" por su aparición en eventos de videojuegos pero no tener una fecha de publicación. Ganó varios premios en el año desde su primera aparición pública, y apareció en quedadas de "grupos indie hiper-locales" como la Hand Eye Society de Toronto y Juegos Rancheros. Una demo del juego se expuso en el Evolution Championship Series de 2013, con mejoras desde las últimas demos del juego. El año siguiente, el juego fue seleccionado para el "Indie Showcase" del torneo de juegos de lucha Evolution Championship Series de julio de 2014. Messhof indicó que el juego funciona mejor en eventos públicos en persona. Nidhogg fue publicado el 13 de enero de 2014 para Microsoft Windows vía Steam. La publicación incluía competición en línea y un modo torneo para 8 jugadores. Una versión para OS X se publicó el 19 de mayo de 2014, y versiones para PlayStation 4 y PlayStation Vita, desarrolladas por Code Mystics, el 14 de octubre de 2014. El personaje esgrimidor ("The Fencer") más tarde apareció como un personaje jugador en el juego de lucha indie Divekick.

## Recepción
Nidhogg recibió críticas "generalmente favorables" de acuerdo al agregador de puntuaciones de críticas de videojuegos Metacritic. Ganó el premio de diseño de videojuegos Indiecade en el 2013 y el premio Nuovo del Independent Games Festival en 2011, donde también había sido nominado para las categorías de Excelencia en Diseño y el Gran Premio Seumas McNally. Fue el "Juego del Mes" de IGN en enero de 2014, y Rock, Paper, Shotgun le concedió su primer trofeo físico. Los críticos alabaron cómo sentía el juego y su equilibrio, y pensaron que el modo de un solo jugador era insatisfactorio. Algunos críticos encontraron problemas técnicos con el código de multijugador online, mientras que otros solo tuvieron problemas para encontrar a otros jugadores.
Brandon Boyer señaló el juego como parte de un "renacimiento del multijugador" junto con TowerFall y Samurai Gunn. Russ Frushtick de Polygon describió el juego como un juego de la soga, más cerca del fútbol americano que de Street Fighter. Frushtick elogió la originalidad del juego. Kyle Hilliard de Game Informer pensó que los gráficos pixelados no eran lo suficientemente "distintivos" comparados con otros juegos similares. Hilliard alabó la banda sonora pero habría querido más canciones.
Quintin Smith de Eurogamer alabó el equilibrio del juego escribiendo que "cada enfrentamiento es tan tenso como para aguantar la respiración", y que incluso las luchas más cortas "tienen un aire majestuoso", y que las muertes se sienten justas. Smith describió el juego como un "teatro" multijugador por el impacto que éste tiene en los que están mirando y jugando. Destructoid resumió el juego de la siguiente manera "Nidhogg sobresale como uno de los verdaderos reyes del juego competitivo, y que no necesita modificarse ni un poco", mientras que GamesMaster dijo "Una adición peculiar y emocionante a tu colección de juegos para PC. Mejor jugar con amigos (o enemigos)." Alec Meer de Rock, Paper, Shotgun describió el juego como una combinación de "precisión y abandono temerario". Keza MacDonald de IGN lo llamó el "juego competitivo más excitante que había jugado en años". La revista Edge puso el juego junto con Street Fighter II, Super Smash Bros., y GoldenEye 007 como juegos "destinados a permanecer en los anales de la historia por su multijugador competitivo". El juego más tarde inseriría a juegos independientes tales como TowerFall y Samurai Gunn. Sean Hollister de The Verge describió Nidhogg como "perfecto".
Respecto a la proposición en su conjunto, GamesTM dijo "Es un paquete pequeño pero hay una gran cantidad de valor a encontrar en la creativa del juego, que te estimulará durante muchas horas de partida", mientras que PC Gamer dijo "Un matrimonio brillante de mecánicas, diseño de niveles y música que será jugado y del que se hablará por muchos años venideros", un sentimiento repetido por VideoGamer, que dijo "Nidhogg es un juego para ser disfrutado junto con amigos en la misma habitación, y podría ser el mejor título para jugar de esta manera este año".

## Secuela
En agosto de 2017, Messhof publicó una secuela, Nidhogg 2, para las plataformas macOS, PlayStation 4, y Microsoft Windows. La secuela mejora las mecánicas básicas de su predecesora y añade un estilo visual colorido y de mayor resolución, armas adicionales y 10 arenas.